# Simulium adamsoni
Simulium adamsoni är en tvåvingeart som beskrevs av Edwards 1932. Simulium adamsoni ingår i släktet Simulium och familjen knott. Inga underarter finns listade i Catalogue of Life.